# هتنرودت
هتنرودت (به آلمانی: Hettenrodt) یک شهر در آلمان است که در بیرکنفلد واقع شده‌است. هتنرودت ۷۲۰ نفر جمعیت دارد.